# Leonees

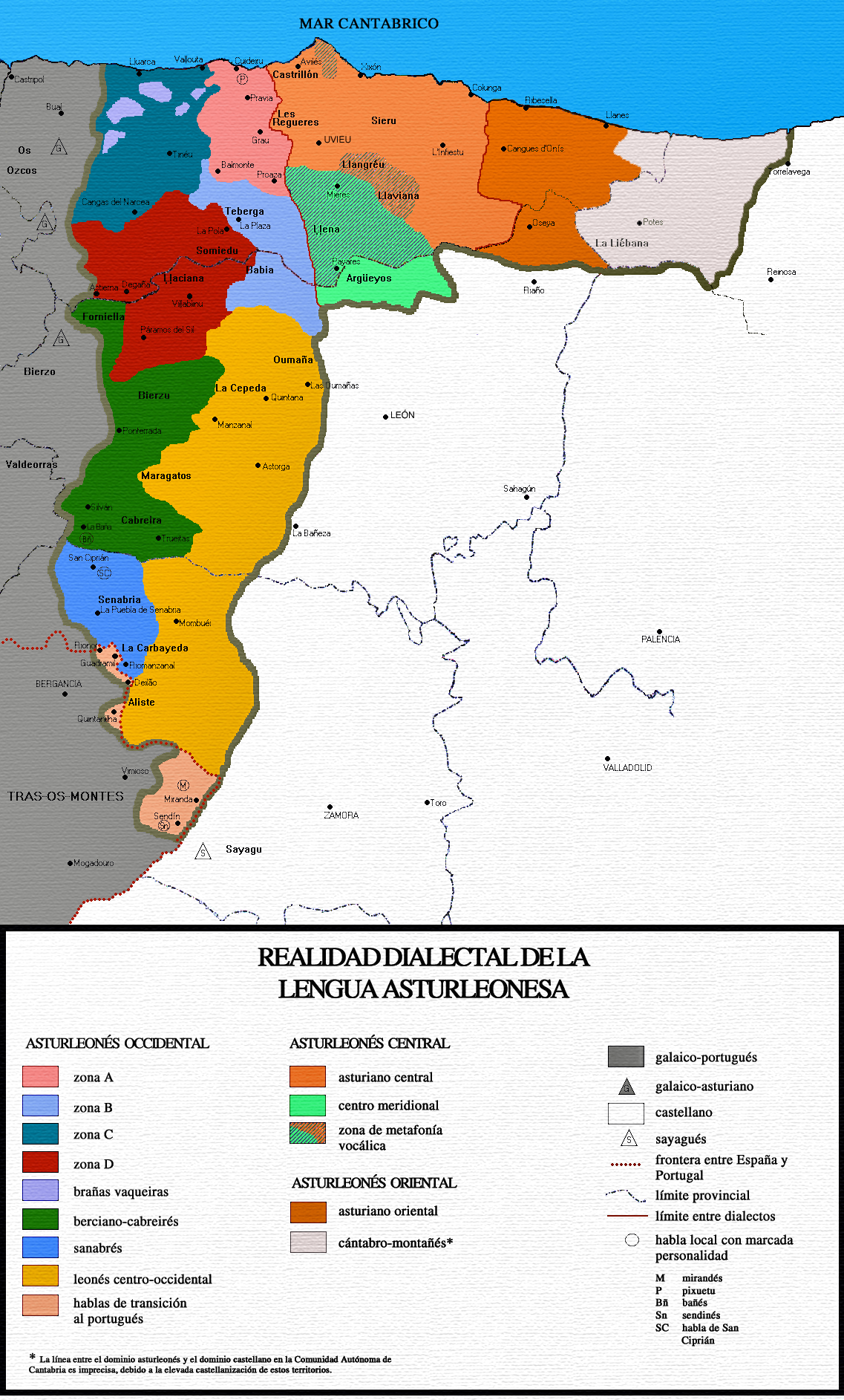

Het Leonees (in de taal zelf llionés genaamd: op de ï in de naam staat een trema) is een Ibero-Romaanse taal die wordt gesproken in het noordwesten van Spanje, in de regio León. Er spreken ongeveer 25.000 mensen Leonees. In de provincies León en Zamora is de taal wettelijk beschermd onder het nieuwe (2006) Statuut voor de Autonomie (Estatuto de Autonomía de Castilla y León,). Het wordt als keuzevak op de scholen ingevoerd.
Het Leonees kwam rond het jaar 900 in het koninkrijk León in gebruik, en in het jaar 1000 was het de spreektaal van het toenmalige onafhankelijke koninkrijk León. De taal is nauw verwant met het Asturisch en Mirandees.

## Biblio
- Menéndez Pidal, R.: "El dialecto Leonés". Revista de Archivos, Bibliotecas y Museos, 14. 1906.
- García Gil, Hector (2010). «El asturiano-leonés: aspectos lingüísticos, sociolingüísticos y legislación». Working Papers Collection. Mercator Legislation, Dret i legislació lingüístics. (25). ISSN 2013-102X.
- Academia de la Lengua Asturiana«Normes ortográfiques». 2005. ISBN 978-84-8168-394-3.
- García Arias, Xosé Lluis (2003). Gramática histórica de la lengua asturiana: Fonética, fonología e introducción a la morfosintaxis histórica. Academia de la Llingua Asturiana. ISBN 978-84-8168-341-7.
- González Riaño, Xosé Antón; García Arias, Xosé Lluis (2008). II Estudiu sociollingüísticu de Lleón (Identidá, conciencia d'usu y actitúes llingüístiques de la población lleonesa). Academia de la Llingua Asturiana. ISBN 978-84-8168-448-3.
- Galmés de Fuentes, Álvaro; Catalán, Diego (1960). Trabajos sobre el dominio románico leonés. Editorial Gredos. ISBN 978-84-249-3436-1.
- Linguasphere Register. 1999/2000 Edition. pp. 392. 1999.
- López-Morales, H.: “Elementos leoneses en la lengua del teatro pastoril de los siglos XV y XVI”. Actas del II Congreso Internacional de Hispanistas. Instituto Español de la Universidad de Nimega. Holanda. 1967.
- Staff, E. : "Étude sur l'ancien dialecte léonnais d'après les chartes du XIIIÈ siècle", Uppsala. 1907.
- Gessner, Emil. «Das Altleonesische: Ein Beitrag zur Kenntnis des Altspanischen».
- Hanssen, Friedrich Ludwig Christian (1896). Estudios sobre la conjugación Leonesa. Impr. Cervantes.
- Hanssen, Friedrich Ludwig Christian (1910). «Los infinitivos leoneses del Poema de Alexandre». Bulletin Hispanique (12).
- Krüger, Fritz. El dialecto de San Ciprián de Sanabria. Anejo IV de la RFE. Madrid.
- Morala Rodríguez, Jose Ramón; González-Quevedo, Roberto; Herreras, José Carlos; Borrego, Julio; Egido, María Cristina (2009). El Leonés en el Siglo XXI (Un Romance Milenario ante el Reto de su Normalización). Instituto De La Lengua Castellano Y Leones. ISBN 978-84-936383-8-2.